# Helmut Kienert
Helmut Kienert (* 1927; † 2000) war ein deutscher Gewichtheber.

## Werdegang
Helmut Kienert war als Kind ein guter Turner und spielte professionell Akkordeon. 1944 wurde er von der Oberschule weg zu den Panzergrenadieren nach Neuruppin eingezogen (Grundausbildung). Als 17-Jähriger, in der Endphase des Zweiten Weltkrieges, wurde er bei Rückzugsgefechten in Ungarn/Budapest schwer an der rechten Schulter verwundet. Im Lazarett, während der letzten Kriegstage, konnte er durch einen listenreichen Lazarettscheintausch mit einem anderen Kameraden seine Heimatfahrt per Zug nach Berlin antreten. Sein Ziel war es, trotz der schweren Schulterverletzung – der rechte Arm war hochlagernd vor dem Oberkörper fixiert – zu seiner allein in Berlin verbliebenen Mutter zu gelangen (sein Bruder war kurz zuvor bei Messina/Süditalien gefallen). Die letzten Stunden des Krieges verbrachte Helmut mit seiner Mutter in einem Luftschutzkeller in der Schlossstraße in Berlin-Charlottenburg.
Nach dem Krieg begann er bei Siegfried-Nordwest Berlin mit dem Gewichtheben. Seine ersten Trainer hießen Lewin und Meier. 1951 wurde er auf Berliner Ebene bekannt, als er in den Mannschaftskämpfen und den Berliner Meisterschaften gute Resultate erzielte. Als über 30-Jähriger wurde er von 1958 bis 1960 dreimal hintereinander deutscher Meister im Leichtschwergewicht. 1959 wurde er auch bei der Weltmeisterschaft in Warschau eingesetzt und kam zu einem respektablen 10. Platz in der WM- und 8. Platz in der EM-Wertung. Helmut Kienert hatte sein Hobby, die Musik, zu seinem Beruf gemacht und trat in vielen Theatern, Bars und Gaststätten als Akkordeon-Virtuose auf.

## Internationale Erfolge
(WM = Weltmeisterschaft, EM = Europameisterschaft)
- 1959, 10. Platz (8. Platz), WM + EM in Warschau, Ls, mit 365 kg;

## Deutsche Meisterschaften
- 1953, 2. Platz, Ls, mit 332,5 kg, hinter Erwin Tratz, Nürnberg, 347,5 kg und vor Fritz Mast, München, 330 kg;
- 1954, 4. Platz, Ls, mit 340 kg, hinter Tratz, 355 kg, Günter Siebert, Leipzig, 350 kg und Hans Claussen, Lübeck, 347,5 kg;
- 1955, 4. Platz, Ls, mit 345 kg, hinter Karl-Heinz Haag, Moers, 362,5 kg, Heinz Kilian (Gewichtheber), Kassel, 355 kg und Alfred Hintz, Hannover, 355 kg;
- 1956, 3. Platz, Ls, mit 355 kg, hinter Haag, 370 kg und Horst Wessel, Hamburg, 357,5 kg;
- 1957, 3. Platz, Ls, mit 365 kg, hinter Haag, 387,5 kg und Kilian, 365 kg;
- 1958, 1. Platz, Ls, mit 370 kg, vor Gotthard Bauer, Passau, 367,5 kg und Kilian, 357,5 kg;
- 1959, 1. Platz, Ls, mit 375 kg, vor Bauer, 375 kg und Norbert Fehr, Mutterstadt, 372,5 kg;
- 1960, 1. Platz, Ls, mit 372,5 kg, vor Anton Leuthe, Fellbach, 370 kg und Willi Müller, Flözlingen, 352,5 kg;
- 1962, 7. Platz, Ls, mit 352,5 kg, Sieger: Bernd Krug, Mainz, 385 kg vor Müller, 380 kg;
- 1963, 6. Platz, Ls, mit 360 kg, Sieger: Krug, 392,5 kg vor Helmut Schaal, Mutterstadt, 380 kg;
- 1964, 5. Platz, Ls, mit 355 kg, Sieger: Helmut Werheid, Köln, 390 kg vor Heinz Vierthaler, Regensburg, 377,5 kg